# Calymma gracilis
Calymma gracilis là một loài bướm đêm trong họ Erebidae.